# Dobromir
Dobromir war ein slawischer Fürst des 10. Jahrhunderts, wahrscheinlich in der Lausitz. Er war Vater der Emnilda, der dritten Gemahlin des polnischen Königs Bolesław I. Chrobry.
Dobromir wurde nur einmal erwähnt in der Chronik des Thietmar von Merseburg als venerabilis senior Dobremirus (sehr verehrter Ältester Dobremirus).
Woher Dobromir stammte, ist unklar, möglicherweise war er ein Sohn des Hevellerfürsten Tugumir. Die Palette der Deutungen reicht vom »Milzenerfürsten« (S. Zakrzewski), Angehörigen der Hevellerdynastie (J. Widajewicz), Mitglied einer sächsischen Grafenfamilie (A.F. Grabski) bis zum Herrn aus dem Krakauer Land (H. Lowmianski).
Die Lösung des Rätsels bleibt an folgende Voraussetzungen geknüpft:
1. Der Name Emnilda und der ihrer Tochter Regelindis[4] lassen mit Sicherheit den Schluss zu, dass Dobromir zwischen 965 und 975 mit einer sächsischen Grafentochter (aus der Familie Rikdags, Geros oder der Querfurter?) vermählt war.
2. Der Name Dobromir selbst deutet auf Verbindungen zur Hevellerdynastie (Tugumir, Drahomir) hin.
3. Bolesławs Heirat mit Emnilda (987) darf nicht aus dem Kontext piastischer Bündnispolitik und der Ereignisse von 1002, die zum Ausbruch der Kriege Heinrichs II. mit Bolesław führten, herausgelöst werden.
4. Der Titel senior deutet auf eine mittlere Position hin, slawische Fürsten wurden bei Thietmar meist als dux oder princeps bezeichnet.[5] Andererseits weist die Heirat in ein sächsisches Adelsgeschlecht und in das polnische Herrscherhaus auf eine gehobene Bedeutung hin.

Wahrscheinlich war Dobromir ein Fürst der Lausitz und des Milzenerlandes.